# Dyscritomyia similis
Dyscritomyia similis är en tvåvingeart som beskrevs av James 1981. Dyscritomyia similis ingår i släktet Dyscritomyia och familjen spyflugor. Inga underarter finns listade i Catalogue of Life.